# اوانک (طالقان)
اوانک روستایی از توابع بخش بالاطالقان شهرستان طالقان در استان البرز ایران است.

## جمعیت
این روستا در دهستان کناررود قرار دارد و براساس سرشماری مرکز آمار ایران در سال ۱۳۸۵، جمعیت آن ۱۱۳ نفر (۳۰خانوار) بوده‌است.

## زبان
زبان مردم این روستا تاتی است. روستای تات‌نشین دیگری با همین نام در الموت وجود دارد.